# Robert Tarr
Robert John Tarr (Cape Canaveral, 8 gennaio 1984) è un pallavolista statunitense.
Gioca nel ruolo di schiacciatore nell'Harbour Raiders.

## Carriera
La carriera di Robert Tarr inizia quando entra a far parte della squadra di pallavolo maschile della CSU Long Beach, con la quale prende parte alla NCAA Division I dal 2003 al 2006, raggiungendo la finale nel 2004 e raccogliendo qualche riconoscimento individuale.
Inizia la carriera professionistica giocando nella stagione 2007 coi Changos de Naranjito nella Liga de Voleibol Superior Masculino, aggiudicandosi lo scudetto; fa inoltre parte della nazionale universitaria che si aggiudica la medaglia di bronzo alla XXIV Universiade. Nella stagione seguente resta nel medesimo campionato, vestendo tuttavia la maglia dei Mets de Guaynabo; nell'estate del 2008 riceve le prime convocazioni nella nazionale statunitense maggiore, vincendo la medaglia d'oro alla Coppa Panamericana, ripetendosi anche nel 2009 e nel 2010.
In seguito gioca con l'Al Shabab negli Emirati Arabi Uniti, prima di tornare in Europa per giocare nella Primeira Divisão portoghese nella stagione 2009-10 raggiungendo sia la finale di Coppa di Portogallo sia le finali scudetto col Benfica. Nella stagione 2010-11 firma nella Superliga brasiliana col Vagner Nunes, che tuttavia lascia nel mese di dicembre per andare a giocare in Qatar con l'Al-Ahly Doha.
Gioca poi nella Ligue A francese col Cannes per due annate, per poi vestire la maglia del Kazma in Kuwait, prima di ritornare nel febbraio 2014 in Francia per terminare la stagione 2013-14 con il Rennes. Nel 2017 torna in campo dopo un lungo periodo di inattività con l'Harbour Raiders, vincendo lo scudetto in Nuova Zelanda, dove ritorna anche un anno dopo. 

## Palmarès

### Club
- Campionato portoricano: 1

2007
- Campionato neozelandese: 1

2017

### Nazionale (competizioni minori)
- XXIV Universiade
- Coppa Panamericana 2008
- Coppa Panamericana 2009
- Coppa Panamericana 2010
- Coppa Panamericana 2011

### Premi individuali
- 2005 - All-America First Team
- 2006 - All-America First Team